# Mihai Trăistariu

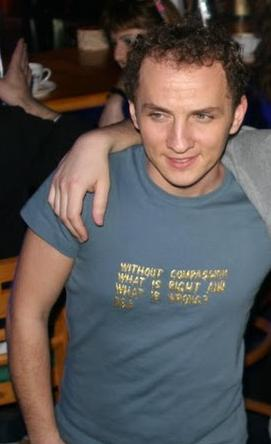
Mihai Trăistariu, 2016

Mihai Trăistariu (* 16. Dezember 1976 in Piatra Neamț, Kreis Neamț in Rumänien) ist ein rumänischer Sänger und Musiker.

## Leben und Wirken
Von 1998 bis 2004 bildete er zusammen mit Dorin Topală das Duo Valahia; danach begann er seine Solokarriere.
Trăistarius musikalische Laufbahn ist eng mit dem Eurovision Song Contest verbunden. Insgesamt nahm er mit Valahia und als Solist fünf Mal an der rumänischen Vorausscheidung teil. 2006 konnte er sich mit dem Titel Tornero gegen die nationale Konkurrenz durchsetzen. Mit dem Eurodance-Song in englischer und italienischer Sprache erreichte er im Finale des Eurovision Song Contest 2006 in Athen einen 4. Platz und die für Rumänien bislang höchste Punktzahl von 172 Punkten. In Griechenland ist der Song Tornero im Duett mit der Sängerin Tamta erschienen und wird in englischer, italienischer und griechischer Sprache gesungen.
Das Erstaunliche an seiner Stimme ist, dass sie ein Stimmvolumen von 5 1/3 Oktaven hat.
Derzeit lebt Trăistariu in Constanța. Sein Debütalbum erschien 2005.

## Diskografie
Er hat sieben Alben veröffentlicht, von denen insgesamt 1,5 Millionen Einheiten verkauft worden.
- 2005: Altceva
- 2006: Tornero (Album erschienen in Rumänien und Griechenland)
- 2006: Christmas (Weihnachtsalbum für den internationalen Markt)
- 2006: De Crăciun (Weihnachtsalbum für den rumänischen Markt)
- 2007: Dimmi si o no (Single)